# Abraham van Dijck

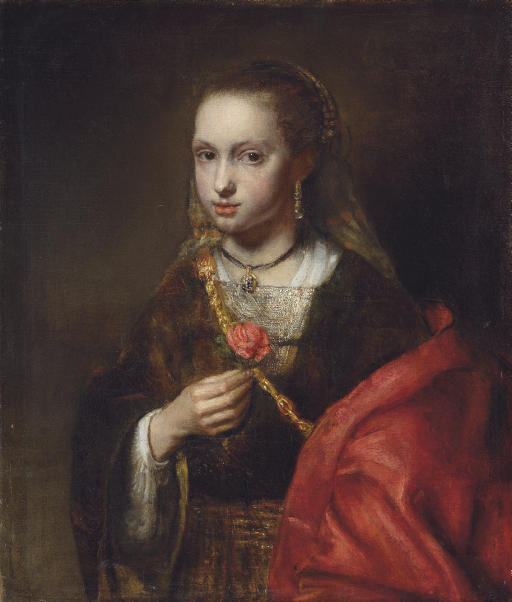
Hölgy rózsával (1650-es évek)

Abraham van Dijck (Amszterdam? 1635/1636. —  Dordrecht, 1680. augusztus 27.) holland festő a holland aranykorban. Rembrandt tanítványa.

## Életpályája
Alkotói korszaka 1650–1680 közt volt, Dordrechtből indult Amszterdamba, majd 1659-ben Alkmaar volt alkotói színtere, 1661-ben ismét Amszterdam, majd ismét Dordrecht (1667–1680). 1650 körül lehetett Rembrandt tanítványa Amszterdamban, bár erre nincs írásos bizonyíték, de legkorábbi dátumozott festménye, Bemutatás a templomban (1655, magángyűjtemény) azt mutatja, hogy ő ismerte és követte Rembrandt munkásságát. A Benjámin és Júda című (1655–60, Chicago, Art Institute) festményén is Rembrandt nyomán ábrázolta a bibliai jelenetet.
Ám Van Dijck egyszerre több festő stílusát is figyelemmel kísérte, s merített felfogásukból, témáikból, festési technikájukból, például Illés özvegye (1655–1660, Koppenhága, Statens Museum for Kunst) című képét vízszintes formátumban, Barent Fabritius stílusában festette. Igen, de maga Barent Fabritius is Rembrandt tanítvány volt. „Itt jutunk el oda a 17. századi holland festészetben, hogy annak meghatározó egyénisége Rembrandt volt, hatása szinte felmérhetetlen nemcsak a holland aranykorban, hanem majd a későbbiekben is, s nemcsak Hollandiában, még akkor is, ha őt élete utolsó évtizedeiben szinte elfelejtette a kalmár szellemű holland világ.”
Van Dijck ihlető forrása volt Nicolaes Maes festészete is, például az Idős jósnő című alkotása (1655–1660, Lipcse, Museum der Bildenden Kunste) vagy Ülő öregasszony kezében egy könyvvel (New York, Pierpont Morgan Library). Van Dijck öregasszony ábrázolásait, ülő, imádkozó, olvasó öregasszonyok, Maes korai gyengéd elmélyedéssel festett életképei nyomán mintázta. Maes is Rembrandt tanítvány volt. Az 1650-es évek végén Gabriel Metsu ízesebb, világos festésmódú életképei is hatottak rá, lásd például Family Saying Grace/= Közös családi ima étkezés előtt/ (1650-es évek vége; Stockholm, Nationalmuseum). Gabriel Metsu Gerrit Dou tanítványa volt, Gerrit Dou mestere pedig Rembrandt. Megint csak eljutottunk Rembrandthoz, nem csoda, hogy sok 17. századi aláíratlan festményt Rembrandt-nak tulajdonítottak. A mai napig is gyakorta adódik bizonytalanság, a stílustörténészek komoly munkáját igényli a copyright eldöntése.

## Galéria

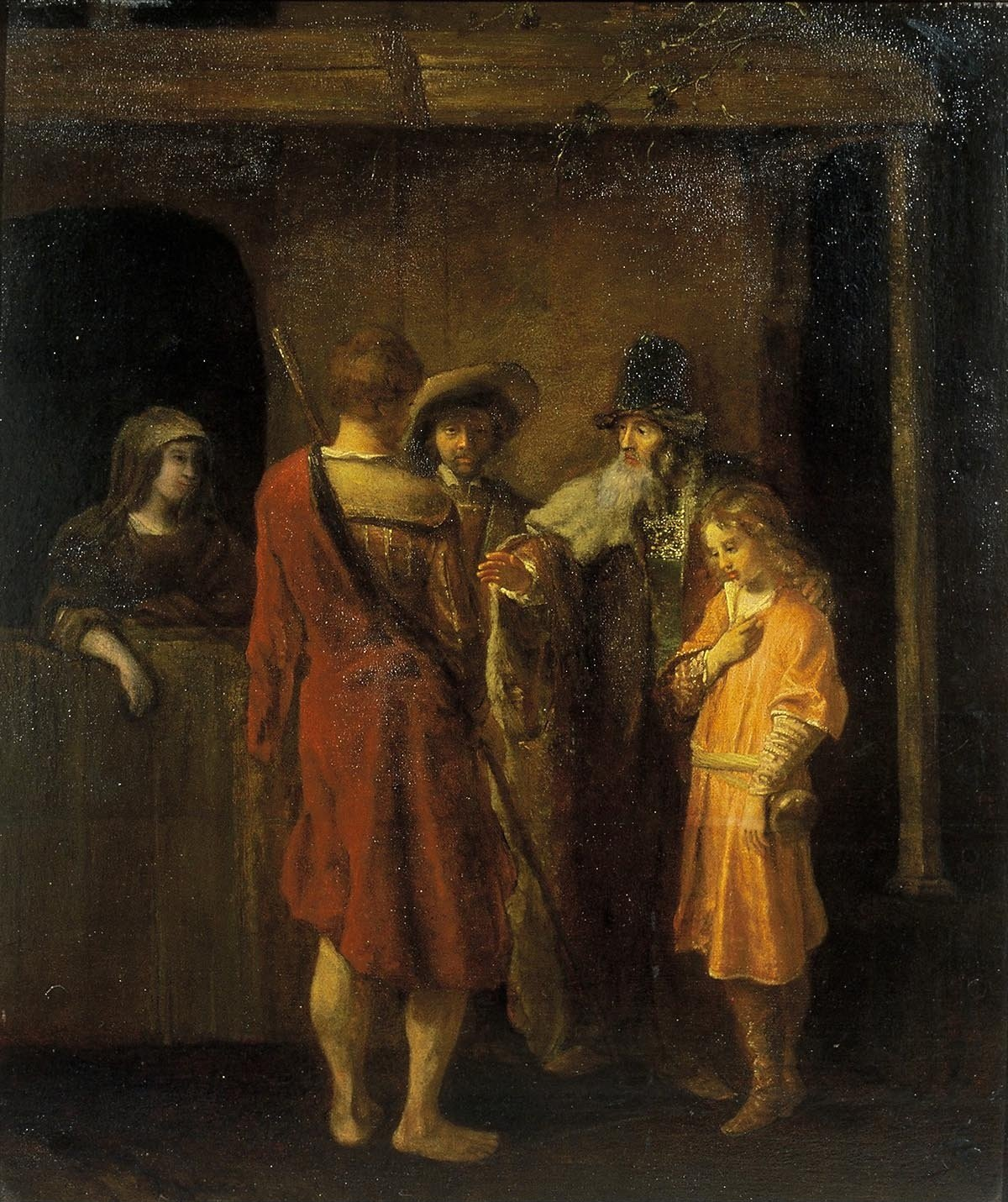
Benjamin elutazása (1650; Korábban Carel Fabritius, majd Constantijn à Renesse művének tulajdonították)
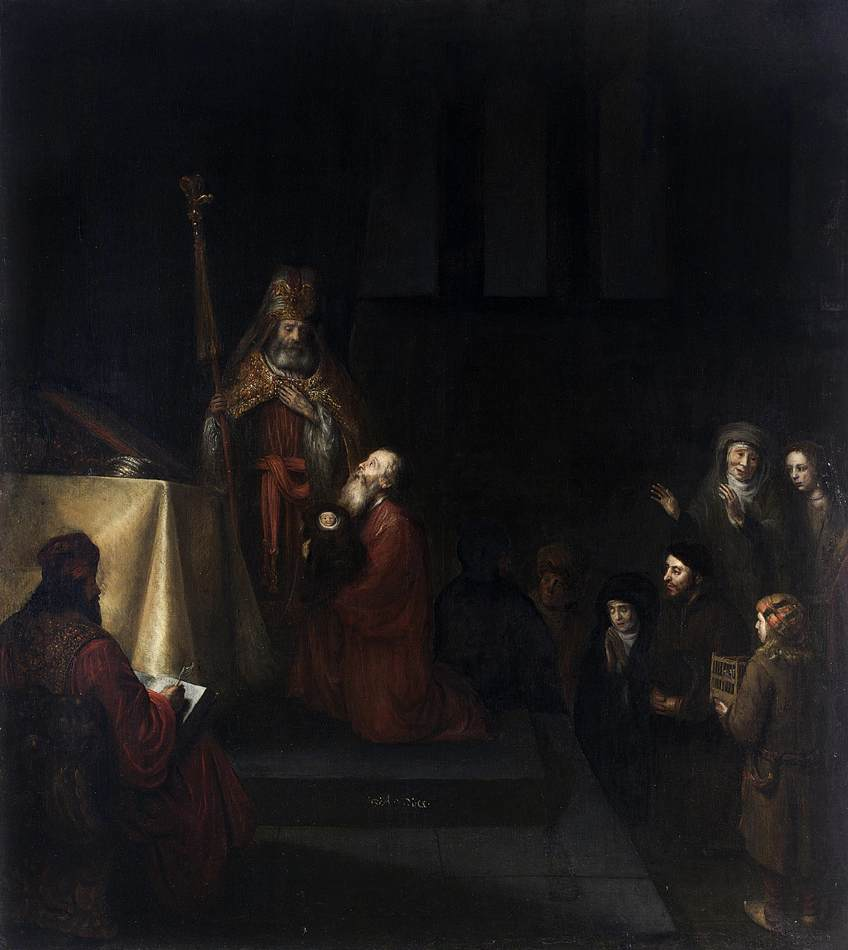
Bemutatás a templomban (1655)
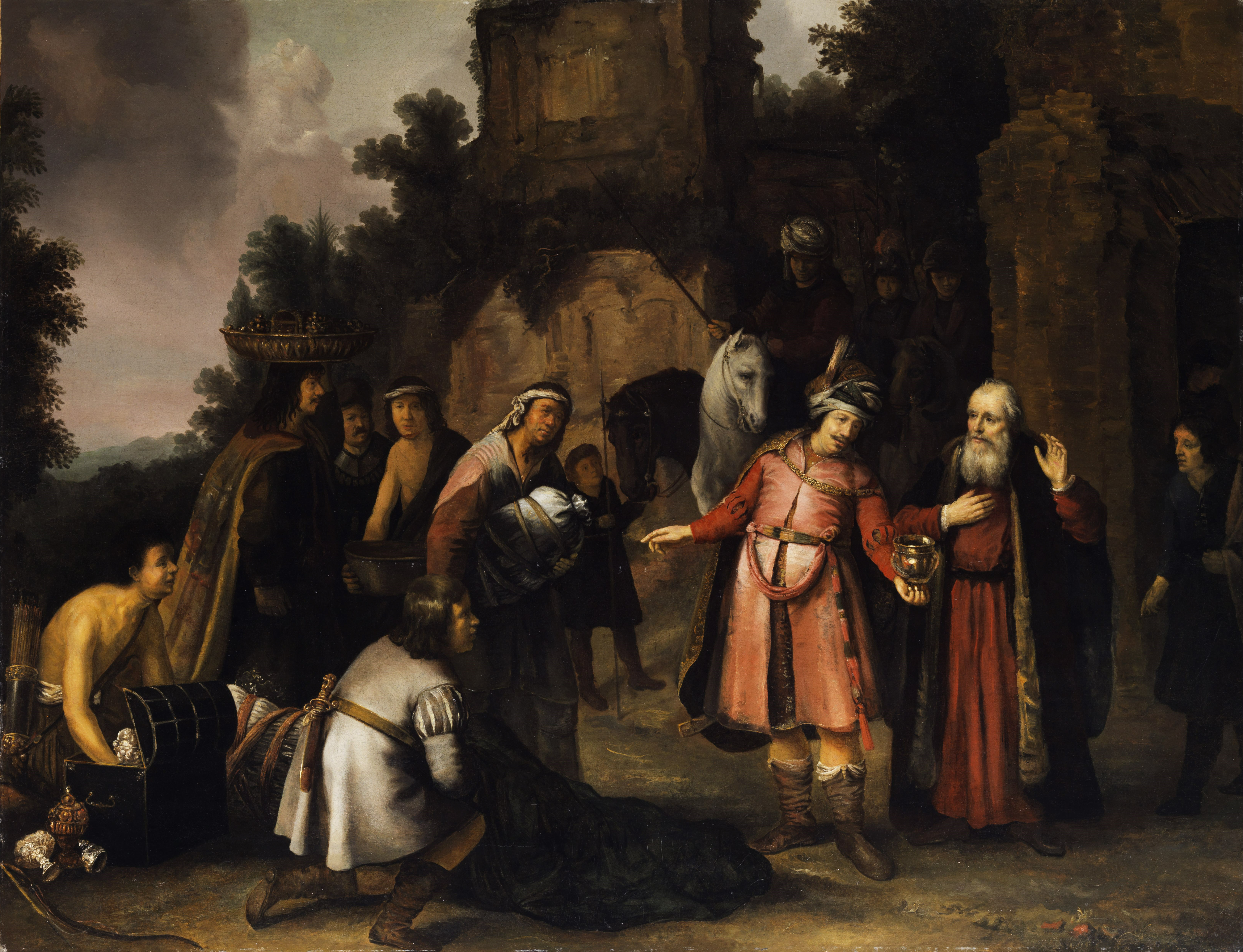
Illés próféta ajándékokkal tér vissza Naámánhoz (1655 körül)
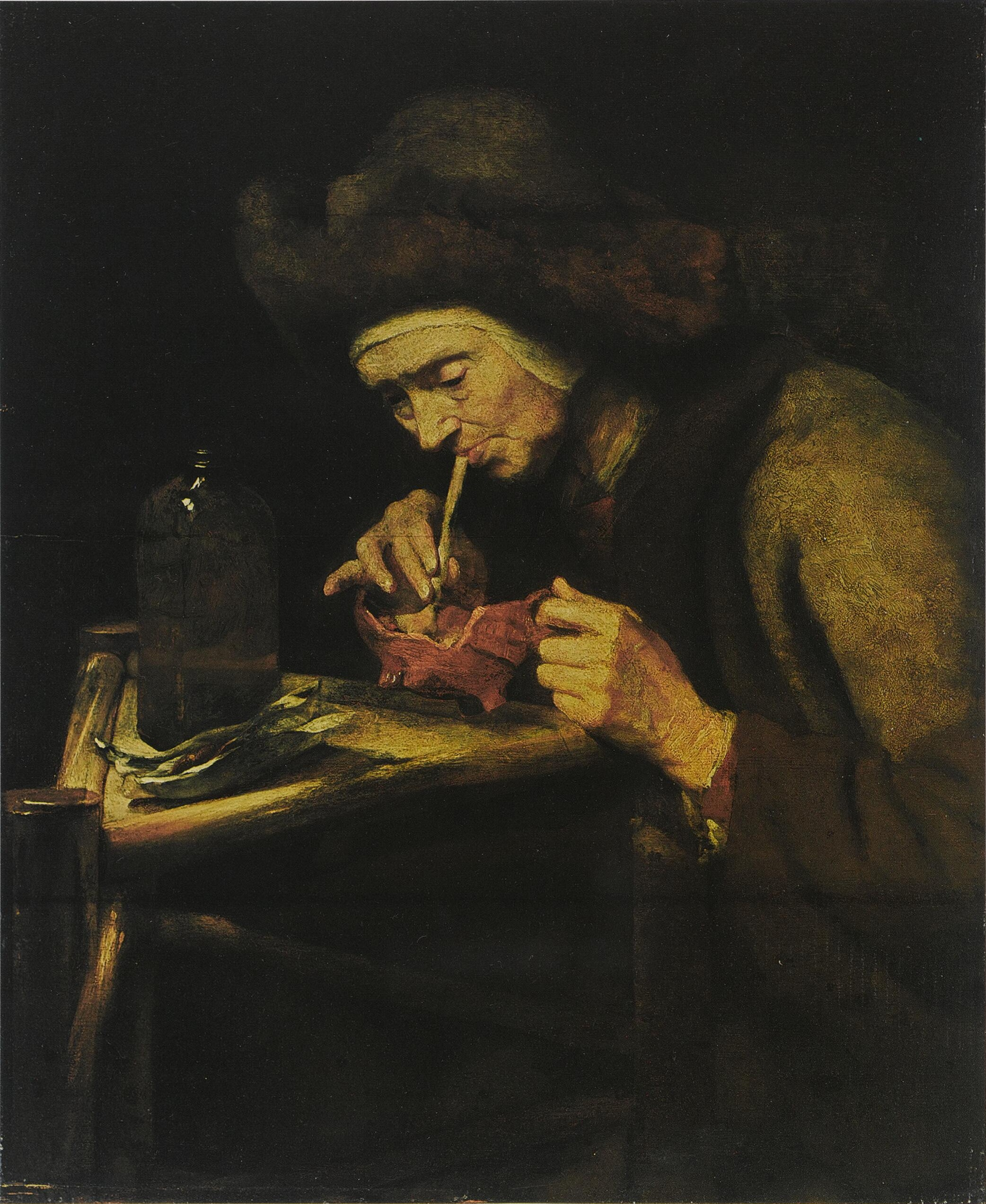
Cigarettázó idős hölgy (1650-es évek vége)